# Tropicanal
Tropicanal è un singolo del cantautore italiano Immanuel Casto, pubblicato il 21 maggio 2013 come primo estratto dal secondo album in studio Freak & Chic.

## Descrizione
Quarta traccia dell'album, il testo è stato interamente scritto da Casto ed è contraddistinto da una componente erotica, utilizzata per esprimere sentimenti liberatori opposti ad atteggiamenti di perbenismo sociale. Per la composizione del brano, Casto ha dichiarato di essersi allontanato lievemente dal motivo della denuncia sociale, servendosi di una tematica lirica erotica, espressa in termini di gioia e generosità, che viene contrapposta al cinismo e al perbenismo della società moderna. Casto ha scritto il testo di Tropicanal durante l'estate del 2012; tuttavia il brano ha richiesto un periodo di gestazione piuttosto lungo che si è protratto fino ai primi mesi dell'anno successivo.
La base musicale del brano è stata associata al synth pop, con una melodia particolarmente influenzata dalla disco music degli anni ottanta, riconoscendo sonorità ed elementi riconducibili alla french house e alla musica dance. La composizione è stata curata da Stefano "Keen" Maggiore, il quale ha prodotto il brano insieme a Filippo Fornaciari presso il Beat Studio di Bologna. Voci aggiuntive sono state realizzate da Barbara Rocca. Il missaggio della canzone è stato svolto da Cristiano Sanzeri presso il 29100 Factory di Piacenza, mentre il suo mastering è stato affidato ad Alessandro Vanara.
Tropicanal è inserito nella prima parte di Freak & Chic, descritta dalla critica come «ironica, solare e dissacrante».

## Promozione
Il 22 aprile 2013 Immanuel Casto ha annunciato che Tropicanal sarebbe stato il primo singolo estratto da Freak & Chic. L'annuncio è stato seguito da una serie di anteprime sulla produzione del singolo diffusi nei giorni precedenti la pubblicazione, avvenuta il 21 maggio 2013 in formato digitale. Nel mese di giugno Casto ha realizzato i primi showcase di presentazione del brano, tra i quali la partecipazione ai gay pride di Bologna e Palermo. Per promuovere il singolo, il cantautore si è esibito per la prima volta sugli schermi Rai durante il programma Aggratis!, eseguendo Crash (2010) insieme a Romina Falconi. Tropicanal è stato accolto positivamente dalla critica specializzata. Stefano Pellone di Melodicamente ha apprezzato il lavoro svolto da Keen sul brano e ha commentato che questo si distingue come «una bella canzone estiva e danzereccia» che nei suoi versi mette in dileggio tormentoni come Tropicana del Gruppo Italiano o Club Tropicana dei Wham!.
La rivista Cube ha riconosciuto un'evoluzione nello stile musicale del cantautore, notando un testo «pungente» con effetto «sexy e velato», e ha designato Tropicanal «una sorta di canzone manifesto». Giacomo Rivoira, scrivendo per Storia della Musica, ha lodato il brano, da lui identificato come un «perfetto singolo dal ritornello irresistibile», descrivendolo come una «sinuosa electro ballad» con un testo «meravigliosamente idiota». Meno positivo è stato il giudizio di Antonio Conte, che nella sua recensione per SpazioRock reputa Tropicanal un «mediocre singolo di lancio». Antonio Lo Giudice di Ondarock, d'altra parte, lo descrive come «clamoroso». Alarico Mantovani de il Fatto Quotidiano afferma che Casto «regala una perla» come Tropicanal, in cui sono evidenti le influenze italo dance e della musica degli anni ottanta. Tropicanal è stato inserito nella classifica annuale dei migliori brani del 2013 stilata dai critici di OndaRock alla posizione numero sette.

## Video musicale
Il 13 maggio 2013, Immanuel Casto ha dichiarato di aver iniziato la produzione del video di Tropicanal, rivelando che il suo concept si sarebbe basato sul videoclip di Wicked Game (1990), realizzato da David Lynch per Chris Isaak. Le riprese si sono svolte sulle Spiagge Bianche di Rosignano Solvay, ritenute un'ambientazione perfetta per rievocare lo stile tropicale del video di Isaak, girato sulla costa delle isole Hawaii. Mentre i protagonisti di Wicked Game sono lo stesso Isaak e la top model Helena Christensen, in Tropicanal Casto decide di dividere la scena con una figura femminile, la performer Elisabeth Ivy, e una maschile, affidata a Enrico Landi. Dopo le riprese, effettuate in bianco e nero, sono stati inseriti in post-produzione dei particolari d'ambientazione esotica realizzati in grafica digitale. Il video è stato prodotto dalla Extreme Video e dallo stesso Casto, il quale ha curato la regia insieme a Marco Ristori e Luca Boni; la fotografia è stata affidata a Mirco Sgarzi.
Il video musicale di Tropicanal ha debuttato sui canali ufficiali dell'artista il 30 maggio 2013, diventando virale sui servizi di rete sociale. Esso ha ricevuto un responso generalmente positivo fra i critici musicali. Paolo Nataloni, scrivendo per la rivista Atom Heart, sostiene che il singolo è accompagnato da un «sognante video balneare». Stefano Pellone di Melodicamente ha descritto Tropicanal come «un lungo revival di scene alla Baywatch», costituito da una serie di «scene estive allusive» in cui egli nota gli «ammiccamenti» e le «voci sensuali» delle performer che vi partecipano.

## Tracce
1. Tropicanal – 4:20

## Formazione
Crediti adattati dal booklet di Freak & Chic.
- Immanuel Casto – compositore
- Stefano "Keen" Maggiore – produttore, compositore
- Filippo Fornaciari – produttore
- Barbara Rocca – voci aggiuntive
- Cristiano Sanzeri – missaggio
- Alessandro Vanara – mastering